# Enrico Zanoni
Emilio Paor (Milano, 1868 – 1948) è stato un architetto italiano, attivo principalmente a Milano tra la fine del XIX e la prima metà del XX secolo. È noto per il suo contributo allo sviluppo dell’architettura liberty in Lombardia.

## Biografia
Nato a Milano nel 1868, Zanoni si formò in un contesto culturale in fermento, influenzato dalle correnti eclettiche e successivamente dallo stile liberty. Operò prevalentemente nel capoluogo lombardo, dove realizzò numerosi edifici residenziali e pubblici. Si distinse per l'uso armonico di materiali diversi (pietra, cotto, intonaco) e per l'integrazione di elementi artistici come affreschi e ferri battuti. Le sue opere riflettono una sensibilità decorativa tipica del liberty milanese, con attenzione al dettaglio e alla funzionalità. Nonostante non goda di ampia notorietà a livello nazionale, Zanoni ha lasciato un segno tangibile nell'architettura milanese. Alcuni dei suoi edifici sono stati recentemente restaurati, contribuendo alla riscoperta del suo lavoro.

### Opere principali

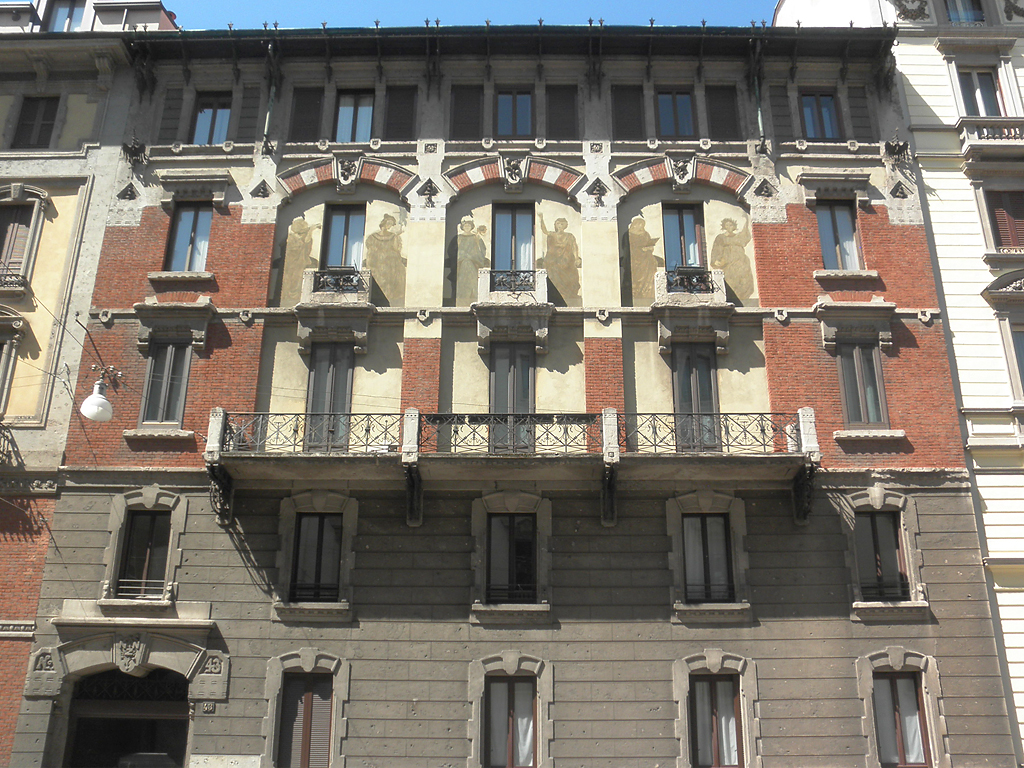
Casa Zanoni a Milano

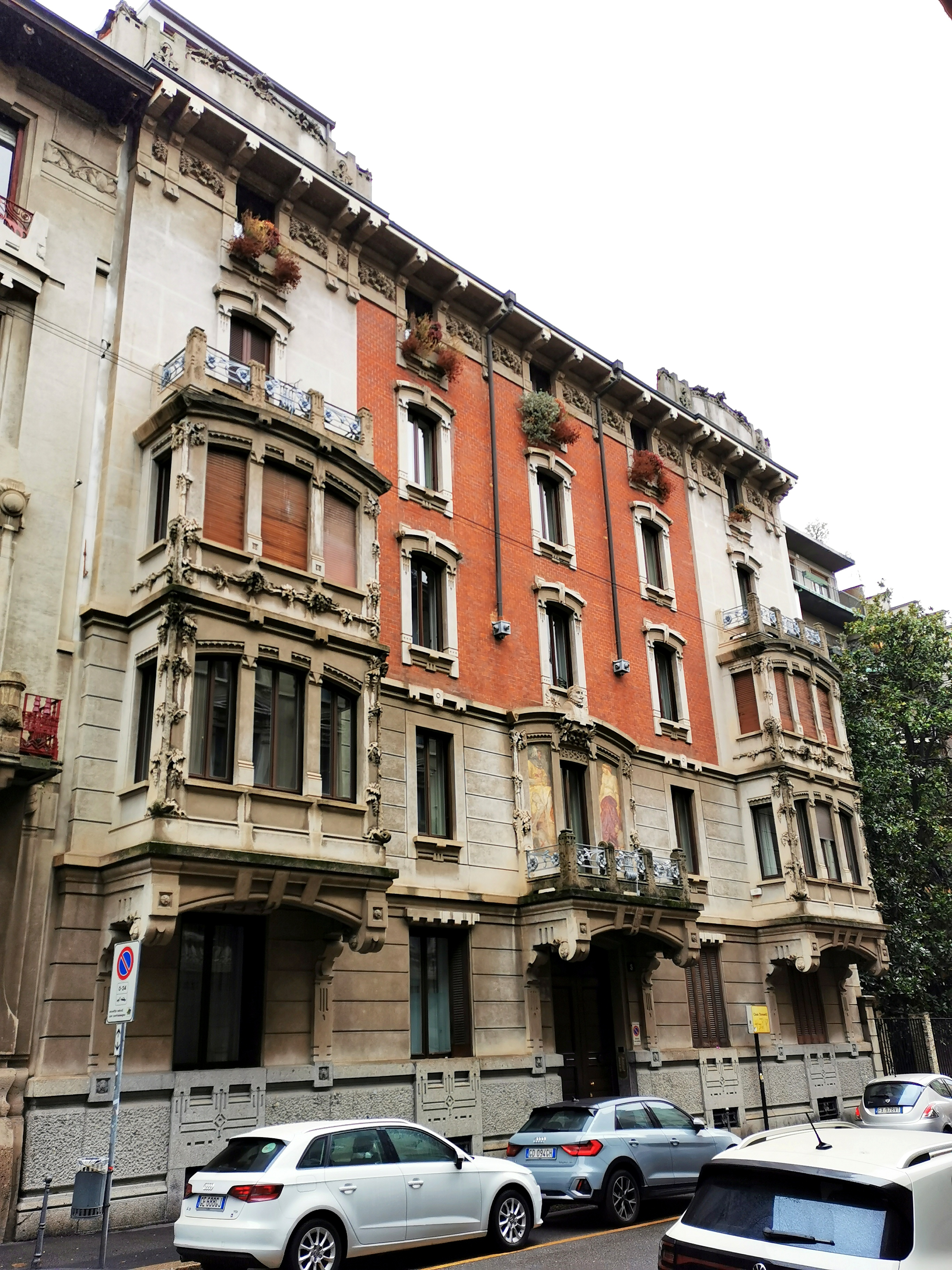
Casa Donzelli a Milano

- Casa Zanoni, Corso Monforte 43, Milano – Risale al 1889 ed è un edificio liberty decorato con figure femminili affrescate da Osvaldo Bignami e ferri battuti di Alessandro Mazzucotelli. Celebre per il dettaglio del “gatto nero” in ferro.[1]
- Casa Donzelli, Via Torquato Tasso 8, Milano – Risale al 1913 ed è caratterizzata da elementi decorativi in pietra e mattoni, con balconi in ferro battuto e un busto di Torquato Tasso.[2]
- Casa Marinoni - via Burlamacchi 3, Milano - detta anche la casa a merletti[3]
- Casa Cavenago, Corso Lodi 11, Milano – Altro esempio di edilizia residenziale liberty.
- Edificio in Viale Bligny 60, Milano – Con elementi decorativi tipici dello stile floreale.
- Villa Gajo a Parabiago risalente al 1907.